# Elfriede Geiblinger
Elfriede „Elfi“ Geiblinger (* 9. Mai 1952 in Erla, Niederösterreich) ist eine österreichische Journalistin und Moderatorin.

## Leben
Elfi Geiblinger arbeitete von 1978 bis 2017 beim Österreichischen Rundfunk (ORF) und war ab 2008 Programmchefin bei Radio Salzburg. Sie arbeitete zu den Themen Gesundheit, Soziale Fragen und die Rolle der Frau in der Gesellschaft. Darüber hinaus gestaltete sie Gesundheitssendungen, Gesprächssendungen und live-Berichterstattungen von der Salzburger Schranne (Wochenmarkt am Mirabellplatz). 2017 ging sie in den Ruhestand.
1987 wurde Elfriede Geiblinger zusammen mit 45 weiteren Demonstranten gegen die Wiederaufarbeitungsanlage Wackersdorf in Bayern an der bayerischen Grenze abgewiesen.

## Auszeichnungen
2007 wurde Geiblinger für ihr Engagement in Frauenfragen der Salzburger Troll-Borostyáni-Preis verliehen.